# Matter

Logo van de Matter-standaard

Matter is een royaltyvrije verbindingsstandaard voor domotica die werd aangekondigd op 18 december 2019. Het werd in 2021 gepromoot onder de naam Matter, en sinds 30 september 2022 is versie 1.0 van de specificatie officieel uitgebracht.

## Beschrijving
Het werd aanvankelijk gepresenteerd onder de naam Project Connected Home over IP (Project CHIP) en moet de versnippering van standaarden door verschillende leveranciers verminderen en samenwerking tussen slimme apparaten voor thuisgebruik en Internet of Things-platformen van verschillende providers zien te bevorderen.
De projectgroep werd geïntroduceerd door een samenwerking van de techbedrijven Amazon, Apple, Google, Comcast en de ZigBee Alliance, nu Connectivity Standards Alliance (CSA). Later zijn daar onder meer IKEA, Huawei en Schneider bij gekomen.
Hoewel de Matter-codebron opensource is onder de Apache-licentie, is de Matter-specificatie gelicentieerd door CSA.
Bedrijven die producten willen uitbrengen met ondersteuning voor Matter hoeven hier geen royalty's voor af te dragen, maar er bestaat wel een betaalde certificeringsprocedure. De eerste smart-home producten met ondersteuning voor Matter staan gepland om eind 2022 beschikbaar te komen voor consumenten.

## Achtergrond
Op 18 december 2019 kondigden Amazon, Apple, Google, Samsung SmartThings en de Zigbee Alliance de samenwerking en vorming aan van de werkgroep van Project Connected Home over IP. Het doel van het project is om de ontwikkeling voor merken en fabrikanten van smart home-producten te vereenvoudigen en tegelijkertijd de compatibiliteit van de producten voor consumenten te vergroten. In 2021 werd bekend dat het project gemarket zou worden onder de naam "Matter".
De standaard is gebaseerd op het Internet Protocol (IP). Het is ontworpen om slimme apparaten voor thuisgebruik, mobiele apps en cloudservices te laten communiceren en om een specifieke set IP-gebaseerde netwerktechnologieën voor apparaatcertificering te definiëren.
De projectgroep zal naar verwachting ook worden vergezeld door bestuursleden van Zigbee Alliance, waaronder IKEA, Kroger, LEEDARSON, Legrand, MMB Networks, NXP Semiconductors, Resideo, Samsung SmartThings, Schneider Electric, Signify (voorheen Philips Lighting), Silicon Labs, Somfy, Texas Instruments en Wulian. 